# Jugendbund
Jugendbund der NSDAP byla organizace mládeže podobná Hitlerjugend a byla její předchůdkyní. Organizačně spadala pod Sturmabteilung (SA). Existovala od roku 1922 do 9. listopadu 1923, kdy byla NSDAP po neúspěšném mnichovském Pivním puči zakázána.
Jugenbund měl tři sekce:
- Jungmannschaften – chlapci mezi 14 až 16 lety
- Jungsturm „Adolf Hitler“ – od 16 do 18 let
- sekce pro německé dívky